# جريمة قلب (مسلسل)
جريمة قلب هو مسلسل سعودي قصير من إخراج هاكان أرسلان، وبطولة إلهام علي، ولبنى عبد العزيز، ومحمد علي، وعزيز بحيص. عُرض على منصة شاهد في 18 يونيو 2023.

## قصة العمل
مسلسل قصير تدور أحداثه حول ذهاب ثلاث فتيات في رحلة مشي تنتهي نهاية مأساوية بموت إحداهن، ثم يكتشف المحقق أن الوفاة ليست مجرد قضاء وقدر، وأن هناك سرًا حول الواقعة.

## الممثلون
- إلهام علي
- لبنى عبد العزيز
- محمد علي
- فاطمة الشريف
- عزيز بحيص
- غادة الملا
- وائل غازي
- سارة الجابر
- أسماء الفهد
- محمد شامان
- جبران الجبران
- غازي العتيبي

وآخرون.

## وصلات خارجية
- جريمة قلب على موقع IMDb (الإنجليزية)
- جريمة قلب على موقع قاعدة بيانات الأفلام العربية
- جريمة قلب على موقع قاعدة بيانات الفيلم (الإنجليزية)
- جريمة قلب على موقع شاهد.نت